# محمود محمد أيوب
محمود محمد أيوب  باحث لبناني وأستاذ في الدراسات الدينية والأديان.

## النشأة
ولد محمود لعائلة مسلمة ملتزمة في عام 1935 في عين قانا جنوب لبنان وهي بلدة صغيرة تضم سكانًا متدينين، نشأ في مجتمع يضم أحداث وأشخاص من الديانتين الإسلامية والمسيحية. التحق محمود أيوب في طفولته بمدرسة مشيخية تبشيرية بريطانية للمكفوفين، وقد وصف تجربته في تلك المدرسة قائلاً أن «إدارة المدرسة لم يكن لديها برنامج تعليمي بالنسبة لنا، ما أرادوا فعله بشكل رئيسي هو جعلنا مسيحيين، وقد نجحوا في ذلك، مما تسبب في الكثير من التوتر بيني وبين الأسرة وخاصة أبي.»  انضم لاحقًا إلى الكنيسة المعمدانية الجنوبية الأمريكية بحثًا عن نهج للوصول إلى الآخرين مع الإنجيل. وخلال دراسته الجامعية، عاد في النهاية إلى الإسلام.

## التعليم
بعد حصوله على بكالوريوس الآداب في الفلسفة من الجامعة الأمريكية في بيروت عام 1964، انتقل إلى أمريكا لإكمال درجة الماجستير في الفكر الديني من جامعة بنسلفانيا في عام 1966. ثم نال الدكتوراه في تاريخ الأديان من جامعة هارفارد في عام 1975. وخلال دراسته، قرر العودة إلى الإسلام بناءً على رغبة والدته ووالده.

## الحياة المهنية
السيد أيوب هو حاليًا أستاذ مشارك في الإسلام الشيعي والعلاقات المسيحية الإسلامية ومدير مشارك في مركز دانكن بلاك ماكدونلد لدراسة الإسلام والعلاقات المسيحية الإسلامية بكلية هارتفورد بجامعة جورجتاون.
من الأعوام 1988 إلى 2008، كان محمود أستاذًا ومديرًا للدراسات الإسلامية في قسم الأديان بجامعة تمبل في فيلادلفيا وأستاذ مساعد في معهد هارتفورد في كونيتيكت وزميل باحث في مركز الشرق الأوسط بجامعة بنسيلفانيا وأستاذ زائر في كلية المحيط الهادئ للأديان في جامعة بيركلي.
في عام 1998، ساعد الدكتور أيوب في تطوير وبدء برنامج الماجستير في العلاقات بين المسلمين والمسيحيين والدين المقارن لمركز الدراسات المسيحية الإسلامية في جامعة البلمند في لبنان. وقام السيد أيوب أيضًا بالتدريس في جامعة ولاية سان دييغو وجامعة تورنتو وجامعة ماكجيل.
 

## المؤلفات المنشورة
يعد محمود أيوب مؤلف للعديد من الكتب والمنشورات، ومنها:
·         معاناة الخلاص في الإسلام (1978) ISBN 978-9027979438
·         القرآن ومفسروه - المجلد الأول (1984)ISBN 978-0791465226
·         القرآن ومفسروه - المجلد الثاني (1992) ISBN 978-0791409947
·         الإسلام: الإيمان والتاريخ (2005) ISBN 978-1851683482
·         نظرة إسلامية للمسيحية: مقالات حول الحوار (2007)  ISBN 978-1570756900
·         أزمة التاريخ الإسلامي: الدين والسياسة في الإسلام المبكر (2014) ISBN 978-1851683963

## الموقف اللاهوتي
يدعو محمود أيوب إلى التفسير المعتدل وفهم  اللاهوت الإسلامي.
في مقال له عام 2006 حول سائقي سيارات الأجرة المسلمين وتمسكهم بالقواعد الدينية المختلفة والحفاظ على نصوص الشريعة الإسلامية، وعند التحدث إلى سائقي سيارات الأجرة الذين يقلون عملاء معهم منتجات كحولية، نقل عن أيوب قوله «أعرف الكثير من المسلمين الذين يملكون محطات وقود يبيعون فيها الكحول وشطائر لحم الخنزير. ويبررون ذلك بأن عليهم كسب قوتهم، وأعتقد أنهم محقون في ذلك.»
أجاب أيوب في عام 2013 عن أسئلة حول تنظيم الدولة الإسلامية في العراق والشام التي رفضها باعتبارها مخالفة للإسلام، قائلاً أن التطرف يمثل مشكلة في الدين، مشيرًا إلى أن الإسلام فريد بين الأديان لأنه تأسس كدين ودولة على حد سواء. وأوضح محمود أن الديناميكية المثالية تكون توازنًا بين الأمرين مع بقاء الدولة هي المسيطرة. وذكر أيضًا أنه منذ البدايات الأولى للإسلام، تحدى البعض هذا التوازن وسعى لفرض الأنظمة الدينية الوحشية، مستشهداً بجماعة واحدة في وقت مبكر من التاريخ الإسلامي كانت تتصرف مثل داعش في محاولة لتأسيس سلطة دينية وقتل جميع الذين قاوموها أو عارضوها. قال أيوب «رأيي هو أن تصرف داعش ليس فريدًا، فالتطرف يظهر في كل عصر الإسلام.»
في محاضرة في عام 2013 في جامعة أوكوود في هانتسفيل في ألاباما، قال أيوب أن قلب النظام الأخلاقي الإسلامي هو الحب وأساسه السلام. واقتبس من أحد الأحاديث النبوية عن النبي محمد صلى الله عليه وسلم: «لا يؤمن أحدكم حتى يحب لأخيه ما يحب لنفسه».
وفي مقال نشره عام 2014 في صحيفة The Exponent Jewish فيما يتعلق بالرقابة الدينية، قال أيوب «يمكن اعتبار التوبة حجر الزاوية في الحياة الدينية للفرد والمجتمع».

## الظهور الإعلامي
صرح أيوب في عام 2009 عن رأيه فيما يتعلق بتأسيس كلية إسلامية أمريكية، وقال أن المسلمين الأمريكيين في حاجة ماسة إلى كلية دينية نظرًا لعدم وجود أي منها في البلاد: «لا أعرف أنني سأرسل ابني إلى كلية يتعلم فيها التقاليد فقط. الشباب يجب أن يعيشوا، وأنا أحب اختلاط الناس، ولا أحب أحياء الأقليات.»
في تاريخ 24 آذار2015، جمع معهد جزر السلام Peace Islands Institute محمود أيوب ونيسيت أولوسال من جامعة كوينيبياك لمناقشة بعنوان «أصوات مسلمة ضد التطرف».
في مقال له في عام 2015، تم ذكر جهود أيوب في المساعدة في في تطوير نهج علمي للعلاقات بين الأديان بين الإسلام والمسيحية.
في عام 2016، تم وصف السيد أيوب على أنه «القوة الدافعة وراء إنشاء المؤسسة وجمع الأموال لها» فيما يتعلق بأول أكاديمية في أمريكا الشمالية متخصصة بالدراسات الشيعية في هارتفورد للمساعدة في تأسيس الحوار الذي يوازن بين النظرة السنية السائدة حول الفكر الإسلامي.
 

## أوجه الجدال
في عام 2008، أقناع الأستاذ محمود أيوب المعهد الدولي للفكر الإسلامي بالتبرع بمبلغ 1.5 مليون دولار لمكتب معهد تعليم اللاهوت في جامعة تيمبل، وقُوبِل هذا الجهد بتحذيرات من ديفيد هورويتز يزعم أن جماعة المعهد الدولي للفكر الإسلامي مولت الإرهاب ولديها علاقات إرهابية. بعد أن بدا أن الجامعة غير قادرة على الاستجابة علنًا بقبول أو رفض التبرع علنًا، سحب المعهد الدولي للفكر الإسلامي عرضه في شهر كانون الأول من ذلك العام. وعلى الرغم من أن معهد التحقيقات الفيدرالي ووزارة الأمن الداخلي قد قاموا بالتحقيق مع المعهد بعد الهجمات الإرهابية المحلية في 11 أيلول عام 2001، إلا أنه لم يتم توجيه أي تهم ضده.
 

## الجوائز
في عام 2012، تلقى السيد أيوب جائزة الباحث المتميز من المعهد الدولي للفكر الإسلامي.
حصل محمود على زمالة كينت للدكتوراه ومنحة فولبرايت ومنحة من المجلس الكندي.

## روابط خارجية
- Georgetown University Professor's Page
- Interviews with Professor Ayoud